# Erythrophyllum rubellum
Erythrophyllum rubellum là một loài rêu trong họ Pottiaceae. Loài này được Hilp. mô tả khoa học đầu tiên năm 1933.
Danh pháp khoa học của loài này chưa được làm sáng tỏ. 